# Lotta libera ai Giochi della XXVIII Olimpiade - 66 kg maschile
Il torneo si è svolto il 27 e il 28 agosto.
Legenda:
- TO — Vittoria per KO
- SP — Vittoria di superiorità, 10 punti di differenza, sconfitto con punti
- ST — Vittoria di superiorità, 10 punti di differenza, sconfitto senza punti
- PP — Vittoria ai punti, sconfitto con punti tecnici
- PO — Vittoria ai punti, sconfitto senza punti tecnici
- PA — Vittoria per squalifica dell'avversario
- DQ — Vittoria per rinuncia dell'avversario
- CP — Punti di classifica
- TP — Punti tecnici

## Gironi di qualificazione

### Girone 1
| Posizione | Lottatore         | Paese         | W | L | CP | TP |
| --------- | ----------------- | ------------- | - | - | -- | -- |
| 1         | Kazuhiko Ikematsu | Giappone      | 2 | 0 | 7  | 7  |
| 2         | Baek Jin-Kuk      | Corea del Sud | 1 | 1 | 4  | 6  |
| 3         | Fred Jessey       | Nigeria       | 0 | 2 | 1  | 2  |

| Rosso             | Blu               | CP  |    | TP   |
| ----------------- | ----------------- | --- | -- | ---- |
| Fred Jessey       | Baek Jin-Kuk      | 1-3 | PP | 1-3  |
| Kazuhiko Ikematsu | Fred Jessey       | 4-0 | TO | 1:07 |
| Baek Jin-Kuk      | Kazuhiko Ikematsu | 1-3 | PP | 3-4  |

### Girone 2
| Posizione | Lottatore         | Paese      | W | L | CP | TP |
| --------- | ----------------- | ---------- | - | - | -- | -- |
| 1         | Leonid Spiridonov | Kazakistan | 2 | 0 | 6  | 15 |
| 2         | Serafim Barzakov  | Bulgaria   | 1 | 1 | 5  | 15 |
| 3         | Evan Macdonald    | Canada     | 0 | 2 | 1  | 7  |

| Rosso             | Blu               | CP  |    | TP   |
| ----------------- | ----------------- | --- | -- | ---- |
| Evan Macdonald    | Serafim Barzakov  | 0-4 | ST | 0-11 |
| Leonid Spiridonov | Evan Macdonald    | 3-1 | PP | 10-7 |
| Serafim Barzakov  | Leonid Spiridonov | 1-3 | PP | 4-5  |

### Girone 3
| Posizione | Lottatore            | Paese   | W | L | CP | TP |
| --------- | -------------------- | ------- | - | - | -- | -- |
| 1         | Apostolos Taskoudis  | Grecia  | 1 | 1 | 4  | 16 |
| 2         | Zhirayr Hovhannisyan | Armenia | 1 | 1 | 4  | 13 |
| 3         | Ramesh Kumar         | India   | 1 | 1 | 4  | 11 |

| Rosso                | Blu                  | CP  |    | TP   |
| -------------------- | -------------------- | --- | -- | ---- |
| Apostolos Taskoudis  | Ramesh Kumar         | 3-1 | PP | 10-8 |
| Zhirayr Hovhannisyan | Apostolos Taskoudis  | 3-1 | PP | 12-6 |
| Ramesh Kumar         | Zhirayr Hovhannisyan | 3-1 | PP | 3-1  |

### Girone 4
| Posizione | Lottatore         | Paese   | W | L | CP | TP |
| --------- | ----------------- | ------- | - | - | -- | -- |
| 1         | Elbrus Tedeyev    | Ucraina | 2 | 0 | 7  | 8  |
| 2         | Serguei Rondon    | Cuba    | 1 | 1 | 5  | 12 |
| 3         | Otari Tushishvili | Georgia | 0 | 2 | 0  | 0  |

| Rosso            | Blu               | CP  |    | TP   |
| ---------------- | ----------------- | --- | -- | ---- |
| Serguei Rondon   | Elbrus Tedeyev    | 1-3 | PP | 2-8  |
| Otar Tushishvili | Serguei Rondon    | 0-4 | ST | 0-10 |
| Elbrus Tedeyev   | Otari Tushishvili | 4-0 | PA |      |

### Girone 5
| Posizione | Lottatore      | Paese      | W | L | CP | TP |
| --------- | -------------- | ---------- | - | - | -- | -- |
| 1         | Omer Cubukci   | Turchia    | 2 | 0 | 6  | 8  |
| 2         | Gábor Hatos    | Ungheria   | 1 | 1 | 4  | 4  |
| 3         | Stefan Fernyak | Slovacchia | 0 | 2 | 2  | 2  |

| Rosso          | Blu            | CP  |    | TP  |
| -------------- | -------------- | --- | -- | --- |
| Stefan Fernyak | Omer Cubukci   | 1-3 | PP | 1-5 |
| Gábor Hatos    | Stefan Fernyak | 3-1 | PP | 3-1 |
| Omer Cubukci   | Gábor Hatos    | 3-1 | PP | 3-1 |

### Girone 6
| Posizione | Lottatore           | Paese      | W | L | CP | TP |
| --------- | ------------------- | ---------- | - | - | -- | -- |
| 1         | Makhach Murtazaliev | Russia     | 2 | 0 | 6  | 12 |
| 2         | Artur Tavkazakhov   | Uzbekistan | 1 | 1 | 4  | 7  |
| 3         | Alireza Dabir       | Iran       | 0 | 2 | 1  | 4  |

| Rosso               | Blu                 | CP  |    | TP  |
| ------------------- | ------------------- | --- | -- | --- |
| Makhach Murtazaliev | Alireza Dabir       | 3-0 | PO | 4-0 |
| Artur Tavkazakhov   | Makhach Murtazaliev | 1-3 | PP | 2-8 |
| Alireza Dabir       | Artur Tavkazakhov   | 1-3 | PP | 4-5 |

### Girone 7
| Posizione | Lottatore         | Paese       | W | L | CP | TP |
| --------- | ----------------- | ----------- | - | - | -- | -- |
| 1         | Jamill Kelly      | Stati Uniti | 2 | 0 | 6  | 6  |
| 2         | Elman Asgarov     | Azerbaigian | 1 | 1 | 4  | 9  |
| 3         | Ruslan Bodisteanu | Moldavia    | 0 | 2 | 1  | 3  |

| Rosso             | Blu               | CP  |    | TP  |
| ----------------- | ----------------- | --- | -- | --- |
| Ruslan Bodisteanu | Elman Asgarov     | 1-3 | PP | 3-7 |
| Jamill Kelly      | Ruslan Bodisteanu | 3-0 | PO | 3-0 |
| Elman Asgarov     | Jamill Kelly      | 1-3 | PP | 2-3 |

## Tabellone a eliminazione
|  | Quarti di finale    | Quarti di finale |                     |                     | Semifinali                | Semifinali                |  |  | Finale         | Finale |
|  |                     |                  |                     |                     |                           |                           |  |  |                |        |
|  | 27 agosto 2004      |                  |                     |                     |                           |                           |  |  |                |        |
|  |                     |                  |                     |                     |                           |                           |  |  |                |        |
|  | Kazuhiko Ikematsu   | 2                |                     |                     |                           |                           |  |  |                |        |
|  | Kazuhiko Ikematsu   | 2                | 28 agosto 2004      |                     |                           |                           |  |  |                |        |
|  | Leonid Spiridonov   | 3                |                     |                     |                           |                           |  |  |                |        |
|  | Leonid Spiridonov   | 3                | Leonid Spiridonov   | 2                   |                           |                           |  |  |                |        |
|  | 27 agosto 2004      |                  | Leonid Spiridonov   | 2                   |                           |                           |  |  |                |        |
|  |                     | Elbrus Tedeyev   | 4                   |                     |                           |                           |  |  |                |        |
|  | Apostolos Taskoudis | Elbrus Tedeyev   | 4                   | 2                   |                           |                           |  |  |                |        |
|  | Apostolos Taskoudis |                  | 28 agosto 2004      | 2                   |                           |                           |  |  |                |        |
|  | Elbrus Tedeyev      | 6                |                     |                     |                           |                           |  |  |                |        |
|  | Elbrus Tedeyev      | 6                | Elbrus Tedeyev      | 5                   |                           |                           |  |  |                |        |
|  | 27 agosto 2004      |                  | Elbrus Tedeyev      | 5                   |                           |                           |  |  |                |        |
|  |                     | Jamill Kelly     | 1                   |                     |                           |                           |  |  |                |        |
|  | Omer Cubukci        | Jamill Kelly     | 1                   | 0                   |                           |                           |  |  |                |        |
|  | Omer Cubukci        | 28 agosto 2004   |                     | 0                   |                           |                           |  |  |                |        |
|  | Makhach Murtazaliev | 6                |                     |                     |                           |                           |  |  |                |        |
|  | Makhach Murtazaliev | 6                | Makhach Murtazaliev | 1                   | Finale per il terzo posto | Finale per il terzo posto |  |  |                |        |
|  | 27 agosto 2004      |                  | Makhach Murtazaliev | 1                   | Finale per il terzo posto | Finale per il terzo posto |  |  |                |        |
|  |                     | Jamill Kelly     | 3                   |                     |                           |                           |  |  |                |        |
|  | Jamill Kelly        | Jamill Kelly     | 3                   |                     | Leonid Spiridonov         | 1                         |  |  |                |        |
|  | Jamill Kelly        |                  |                     |                     | Leonid Spiridonov         | 1                         |  |  |                |        |
|  | bye                 |                  |                     | Makhach Murtazaliev | 2                         |                           |  |  |                |        |
|  | bye                 |                  |                     | Makhach Murtazaliev | 2                         |                           |  |  |                |        |
|  |                     |                  |                     |                     |                           |                           |  |  | 28 agosto 2004 |        |
|  |                     |                  |                     |                     |                           |                           |  |  |                |        |